# Monzanapolis - Corrida de dois mundos
Monzanapolis - Corrida de dois mundos, ou somente Monzanapolis, ou ainda 500 milhas de Monza, foi uma disputa entre os bólidos da Fórmula 1 e os carros que corriam as 500 Milhas de Indianápolis, que ocorreu em 1957 e 1958 (sendo a mais famosa esta última) e foi disputada no trajeto oval do Circuito de Monza.

## História
Em 1956, Giuseppe Bacciagaluppi, então presidente do Automóvel Clube de Milão convidou Duane Carter, então diretor de competições do United States Automobile Club (USAC), para assistir ao GP de Monza de F-1 de 1956, e juntos tiveram a ideia de uma corrida conjunta entre os carros de Fórmula 1 e os que corriam em Indianápolis. A disputa seria chamada de “A Corrida dos Dois Mundos”, onde a nata dos Grand Prix enfrentaria o que havia de melhor nos EUA.
A primeira edição, então, foi marcada para junho de 1957, teria 500 Milhas de duração e seria disputada no circuito oval do Circuito de Monza. Porém, como a empolgação por parte dos Europeus não foi grande (uma vez que os veículos Americanos tinham sido especificamente concebidos para este tipo de prova) a edição de 1957 da Corrida dos Dois Mundos não chegou a existir na prática. O boicote europeu só não foi completo porque três Jaguares foram inscritos, sem chances reais de vitória - apesar de, na semana anterior, os mesmos carros terem vencido em Le Mans. A vitória nessa prova coube a Jimmy Bryan.
A verdadeira corrida dos Dois Mundos, com participação maciça de pilotos e construtores europeus ocorreu no ano seguinte. O vencedor da prova foi Jim Rathmann (2h59m37.3, 189 voltas, 268,25 Km/h).
Como o automóvel Clube de Milão teve prejuízo com a organização da prova, ela nunca mais voltou a ser realizada.

## Prova de 1957
| Número (Carro) | Piloto            | Equipe/Scuderia            | Chassis           | Motor       | Pneus |
| -------------- | ----------------- | -------------------------- | ----------------- | ----------- | ----- |
| 1              | Jimmy Bryan       | Dean Van Lines             | Kuzma             | Offenhauser | F     |
| 2              | John Lawrence     | Ecurie Ecosse              | Jaguar D-Type     | Jaguar      | D     |
| 4              | Jack Fairman      | Ecurie Ecosse              | Jaguar D-Type     | Jaguar      | D     |
| 6              | Ninian Sanderson  | Ecurie Ecosse              | Jaguar D-Type     | Jaguar      | D     |
| 7              | Bob Veith         | Bob Estes                  | Phillips          | Offenhauser | F     |
| 8              | Jean Behra        | Maserati                   | Maserati 250F     | Maserati    | F     |
| 8              | Jean Behra        | Maserati                   | Maserati 450S1    | Maserati    | F     |
| 12             | Pat O'Connor      | Sumar                      | Kurtis Kraft 500G | Offenhauser | F     |
| 16             | Mario Bornigia    | Scuderia Cottione          | Ferrari           | Ferrari     | ?     |
| 27             | Tony Bettenhausen | Novi Auto Air Conditioning | Kurtis Kraft 500F | Novi (s/c)  | F     |
| 35             | Eddie Sachs       | Jim Robbins                | Kurtis Kraft 500G | Offenhauser | F     |
| 49             | Ray Crawford      | Meguiar Mirror Glaze       | Kurtis Kraft 500G | Offenhauser | F     |
| 52             | Troy Ruttman      | John Zink                  | Watson            | Offenhauser | F     |
| 52             | Jim Rathmann2     | John Zink                  | Watson            | Offenhauser | F     |
| 54             | Paul Russo        | Novi Auto Air Conditioning | Kurtis Kraft 500F | Novi (s/c)  | F     |
| 73             | Andy Linden       | McNamara Veedol            | Kurtis Kraft 500G | Offenhauser | F     |
| 98             | Johnnie Parsons   | Agajanian                  | Kuzma             | Offenhauser | F     |

| Legenda  | Legenda                  |
| Cores    | Tipo de Carro            |
| -------- | ------------------------ |
| Cinza    | USAC                     |
| Vermelho | Formula One (Modificado) |
| Azul     | Sportscar                |
| Verde    | Customizado              |

### Bateria 1
| Heat One Results | Heat One Results | Heat One Results  | Heat One Results  | Heat One Results | Heat One Results |
| Pos.             | No.              | Piloto            | Chassis-Motor     | Voltas           | Notas            |
| ---------------- | ---------------- | ----------------- | ----------------- | ---------------- | ---------------- |
| 1                | 1                | Jimmy Bryan       | Kuzma–Offy        | 63               |                  |
| 2                | 12               | Pat O'Connor      | Kurtis Kraft–Offy | 63               |                  |
| 3                | 73               | Andy Linden       | Kurtis Kraft–Offy | 63               |                  |
| 4                | 35               | Eddie Sachs       | Kurtis Kraft–Offy | 62               |                  |
| 5                | 52               | Troy Ruttman      | Watson–Offy       | 61               |                  |
| 6                | 98               | Johnnie Parsons   | Kuzma–Offy        | 59               |                  |
| 7                | 49               | Ray Crawford      | Kurtis Kraft–Offy | 58               |                  |
| 8                | 4                | Jack Fairman      | Jaguar            | 58               |                  |
| 9                | 2                | John Lawrence     | Jaguar            | 57               |                  |
| 10               | 6                | Ninian Sanderson  | Jaguar            | 53               |                  |
| 11               | 7                | Bob Veith         | Phillips–Offy     | 51               |                  |
| DNF              | 27               | Tony Bettenhausen | Kurtis Kraft–Novi | 45               |                  |

### Bateria 2
| Heat Two Results | Heat Two Results | Heat Two Results | Heat Two Results  | Heat Two Results | Heat Two Results       |
| Pos.             | No.              | Piloto           | Chassis-Motor     | Voltas           | Notas                  |
| ---------------- | ---------------- | ---------------- | ----------------- | ---------------- | ---------------------- |
| 1                | 1                | Jimmy Bryan      | Kuzma–Offy        | 63               |                        |
| 2                | 52               | Troy Ruttman     | Watson–Offy       | 63               |                        |
| 3                | 98               | Johnnie Parsons  | Kuzma–Offy        | 61               |                        |
| 4                | 49               | Ray Crawford     | Kurtis Kraft–Offy | 59               |                        |
| 5                | 4                | Jack Fairman     | Jaguar            | 59               |                        |
| 6                | 2                | John Lawrence    | Jaguar            | 57               |                        |
| 7                | 6                | Ninian Sanderson | Jaguar            | 53               |                        |
| DNF              | 35               | Eddie Sachs      | Kurtis Kraft–Offy | 45               | Broken cam house bolts |
| DNF              | 73               | Andy Linden      | Kurtis Kraft–Offy | 27               | Cracked frame          |
| DNF              | 12               | Pat O'Connor     | Kurtis Kraft–Offy | 16               | Split fuel tank        |
| DNF              | 7                | Bob Veith        | Phillips–Offy     | 1                | Steering problems      |

### Bateria 3
| Heat Three Results | Heat Three Results | Heat Three Results | Heat Three Results | Heat Three Results | Heat Three Results |
| Pos.               | No.                | Piloto             | Chassis-Motor      | Voltas             | Notas              |
| ------------------ | ------------------ | ------------------ | ------------------ | ------------------ | ------------------ |
| 1                  | 52                 | Troy Ruttman       | Watson–Offy        | 63                 |                    |
| 2                  | 1                  | Jimmy Bryan        | Kuzma–Offy         | 63                 |                    |
| 3                  | 98                 | Johnnie Parsons    | Kuzma–Offy         | 62                 |                    |
| 4                  | 4                  | Jack Fairman       | Jaguar             | 60                 |                    |
| 5                  | 2                  | John Lawrence      | Jaguar             | 57                 |                    |
| 6                  | 6                  | Ninian Sanderson   | Jaguar             | 55                 |                    |
| DNF                | 12                 | Pat O'Connor       | Kurtis Kraft–Offy  | 9                  | Split fuel tank    |
| DNF                | 49                 | Ray Crawford       | Kurtis Kraft–Offy  | 1                  | Retired            |

### Resultado Final
Vencedor de 2 baterias, e único piloto a completar as 189 voltas, Jimmy Bryan foi declarado vencedor do duelo, diante de um público de 20,000 pessoas. Pela sua vitória, ele recebeu um cheque de US$35,000, e um troféu criado especialmente para o evento. Bryan teve uma média de 257km/h.

## Prova de 1958
As 500 Milhas de Indianápolis de 1958 aconteceu no dia 29 Junho de 1958.

### Participantes
| Número (Carro) | Piloto              | Equipe/Scuderia            | Chassis           | Motor       | Pneus |
| -------------- | ------------------- | -------------------------- | ----------------- | ----------- | ----- |
| 1              | Jimmy Bryan         | Belond AP                  | Salih             | Offenhauser | F     |
| 2              | Jack Fairman        | Ecurie Ecosse              | Lister3           | Jaguar      | D F   |
| 4              | Masten Gregory      | Ecurie Ecosse              | Jaguar D-Type     | Jaguar      | D     |
| 5              | Jim Rathmann        | Zink Leader Card           | Watson            | Offenhauser | F     |
| 6              | Ivor Bueb           | Ecurie Ecosse              | Jaguar D-Type     | Jaguar      | D     |
| 8              | Rodger Ward         | Wolcott Fuel Injection     | Lesovsky          | Offenhauser | F     |
| 9              | Bob Veith           | Bowes Seal Fast            | Kurtis Kraft 500G | Offenhauser | F     |
| 10             | Stirling Moss       | Eldorado Italia            | Maserati 420M/58  | Maserati    | F     |
| 12             | Mike Hawthorn4      | Scuderia Ferrari           | Ferrari 296 MI    | Dino        | F     |
| 12             | Luigi Musso4        | Scuderia Ferrari           | Ferrari 296 MI    | Dino        | F     |
| 12             | Phil Hill4          | Scuderia Ferrari           | Ferrari 296 MI    | Dino        | F     |
| 14             | Luigi Musso         | Scuderia Ferrari           | Ferrari 412 MI    | Ferrari     | F     |
| 14             | Phil Hill5          | Scuderia Ferrari           | Ferrari 412 MI    | Ferrari     | F     |
| 16             | Harry Schell        | North American Racing Team | Ferrari 375 Indy  | Ferrari     | F     |
| 24             | Jimmy Reece         | Hoyt Machine               | Kurtis Kraft 500C | Offenhauser | F     |
| 26             | Don Freeland        | Bob Estes                  | Phillips          | Offenhauser | F     |
| 29             | Juan Manuel Fangio  | Dean Van Lines             | Kuzma             | Offenhauser | F     |
| 35             | Eddie Sachs         | Jim Robbins                | Kurtis Kraft 500G | Offenhauser | F     |
| 49             | Ray Crawford        | Meguiar's Mirror Glaze     | Kurtis Kraft 500G | Offenhauser | F     |
| 55             | Maurice Trintignant | Sclavi & Amos              | Kuzma             | Offenhauser | F     |
| 55             | A. J. Foyt6         | Sclavi & Amos              | Kuzma             | Offenhauser | F     |
| 75             | Johnny Thomson      | D-A Lubricants             | Kuzma             | Offenhauser | F     |
| 98             | Troy Ruttman        | Agajanian                  | Kuzma             | Offenhauser | F     |

| Legenda  | Legenda                  |
| Cores    | Tipo de Carro            |
| -------- | ------------------------ |
| Cinza    | USAC                     |
| Vermelho | Formula One (Modificado) |
| Azul     | Sportscar                |
| Verde    | Customizado              |

### A Corrida

#### Tomada de Tempo para o Grid de Largada
| Pos. | Piloto              | Velocidade Média |
| ---- | ------------------- | ---------------- |
| 1    | Luigi Musso         | 281,077 km/h     |
| 2    | Bob Veith           | 278,857 km/h     |
| 3    | Juan Manuel Fangio  | 275,841 km/h     |
| 4    | Eddie Sachs         | 275,841 km/h     |
| 5    | Don Freeland        | 275,180 km/h     |
| 6    | Jimmy Bryan         | 275,041 km/h     |
| 7    | Jim Rathmann        | 274,521 km/h     |
| 8    | Johnny Thomson      | 268,682 km/h     |
| 9    | Rodger Ward         | 268,635 km/h     |
| 10   | Troy Ruttman        | 268,578 km/h     |
| 11   | Stirling Moss       | 264,553 km/h     |
| 12   | Ray Crawford        | 263,641 km/h     |
| 13   | Jimmy Reece         | 263,188 km/h     |
| 14   | Phill Hill          | 259,468 km/h     |
| 15   | Maurice Trintignant | 258,591 km/h     |
| 16   | Masten Gregory      | 254,293 km/h     |
| 17   | Jack Fairman        | 246,376 km/h     |
| 18   | Harry Schell        | 245,586 km/h     |
| 19   | Ivor Bueb           | 241,960 km/h     |

#### Bateria 1
| Resultados da Bateria 1 | Resultados da Bateria 1 | Resultados da Bateria 1 | Resultados da Bateria 1 | Resultados da Bateria 1 | Resultados da Bateria 1                    |
| Pos.                    | No.                     | Piloto                  | Chassis-Motor           | Voltas                  | Notas                                      |
| ----------------------- | ----------------------- | ----------------------- | ----------------------- | ----------------------- | ------------------------------------------ |
| 1                       | 5                       | Jim Rathmann            | Watson–Offy             | 63                      |                                            |
| 2                       | 1                       | Jimmy Bryan             | Salih-Offy              | 63                      |                                            |
| 3                       | 9                       | Bob Veith               | Kurtis Kraft–Offy       | 62                      |                                            |
| 4                       | 10                      | Stirling Moss           | Maserati                | 62                      |                                            |
| 5                       | 75                      | Johnny Thomson          | Kuzma–Offy              | 61                      |                                            |
| 6                       | 12                      | Luigi Musso             | Ferrari–Dino            | 60                      | Hawthorn relieved Musso from Laps 27 to 60 |
| 6                       | 12                      | Mike Hawthorn           | Ferrari–Dino            | 60                      | Hawthorn relieved Musso from Laps 27 to 60 |
| 7                       | 98                      | Troy Ruttman            | Kuzma–Offy              | 60                      |                                            |
| 8                       | 24                      | Jimmy Reece             | Kurtis Kraft–Offy       | 59                      |                                            |
| 9                       | 55                      | Maurice Trintignant     | Kuzma–Offy              | 59                      |                                            |
| 10                      | 49                      | Ray Crawford            | Kurtis Kraft–Offy       | 58                      |                                            |
| 11                      | 2                       | Jack Fairman            | Lister–Jaguar           | 57                      |                                            |
| 12                      | 16                      | Harry Schell            | Ferrari                 | 56                      |                                            |
| 13                      | 4                       | Masten Gregory          | Jaguar                  | 55                      |                                            |
| 14                      | 6                       | Ivor Bueb               | Jaguar                  | 45                      |                                            |
| DNF                     | 35                      | Eddie Sachs             | Kurtis Kraft–Offy       | 20                      |                                            |
| DNF                     | 26                      | Don Freeland            | Phillips–Offy           | 16                      |                                            |
| DNF                     | 8                       | Rodger Ward             | Lesovsky–Offy           | 16                      |                                            |
| DNF                     | 14                      | Phil Hill               | Ferrari                 | 11                      |                                            |

#### Bateria 2
| Resultados da Bateria 2 | Resultados da Bateria 2 | Resultados da Bateria 2 | Resultados da Bateria 2 | Resultados da Bateria 2 | Resultados da Bateria 2                |
| Pos.                    | No.                     | Piloto                  | Chassis-Motor           | Voltas                  | Notas                                  |
| ----------------------- | ----------------------- | ----------------------- | ----------------------- | ----------------------- | -------------------------------------- |
| 1                       | 5                       | Jim Rathmann            | Watson–Offy             | 63                      |                                        |
| 2                       | 9                       | Bob Veith               | Kurtis Kraft–Offy       | 63                      |                                        |
| 3                       | 1                       | Jimmy Bryan             | Salih-Offy              | 63                      |                                        |
| 4                       | 98                      | Troy Ruttman            | Kuzma–Offy              | 63                      |                                        |
| 5                       | 10                      | Stirling Moss           | Maserati                | 62                      |                                        |
| 6                       | 55                      | A. J. Foyt              | Kuzma–Offy              | 61                      |                                        |
| 7                       | 24                      | Jimmy Reece             | Kurtis Kraft–Offy       | 60                      |                                        |
| 8                       | 49                      | Ray Crawford            | Kurtis Kraft–Offy       | 60                      |                                        |
| 9                       | 12                      | Luigi Musso             | Ferrari–Dino            | 60                      | Hill relieved Musso from Laps 20 to 60 |
| 9                       | 12                      | Phil Hill               | Ferrari–Dino            | 60                      | Hill relieved Musso from Laps 20 to 60 |
| 10                      | 2                       | Jack Fairman            | Lister–Jaguar           | 57                      |                                        |
| 11                      | 6                       | Ivor Bueb               | Jaguar                  | 51                      |                                        |
| DNF                     | 8                       | Rodger Ward             | Lesovsky–Offy           | 31                      |                                        |
| DNF                     | 16                      | Harry Schell            | Ferrari                 | 15                      |                                        |
| DNF                     | 75                      | Johnny Thomson          | Kuzma–Offy              | 4                       |                                        |

#### Bateria 3
| Resultados da Bateria 3 | Resultados da Bateria 3 | Resultados da Bateria 3 | Resultados da Bateria 3 | Resultados da Bateria 3 | Resultados da Bateria 3                   |
| Pos.                    | No.                     | Piloto                  | Chassis-Motor           | Voltas                  | Notas                                     |
| ----------------------- | ----------------------- | ----------------------- | ----------------------- | ----------------------- | ----------------------------------------- |
| 1                       | 5                       | Jim Rathmann            | Watson–Offy             | 63                      |                                           |
| 2                       | 1                       | Jimmy Bryan             | Salih-Offy              | 63                      |                                           |
| 3                       | 12                      | Mike Hawthorn           | Ferrari–Dino            | 60                      | Hill relieved Hawthorn from Laps 25 to 60 |
| 3                       | 12                      | Phil Hill               | Ferrari–Dino            | 60                      | Hill relieved Hawthorn from Laps 25 to 60 |
| 4                       | 49                      | Ray Crawford            | Kurtis Kraft–Offy       | 60                      |                                           |
| 5                       | 24                      | Jimmy Reece             | Kurtis Kraft–Offy       | 59                      |                                           |
| DNF                     | 55                      | A. J. Foyt              | Kuzma–Offy              | 54                      |                                           |
| 7                       | 6                       | Ivor Bueb               | Jaguar                  | 52                      |                                           |
| DNF                     | 4                       | Masten Gregory          | Jaguar                  | 44                      |                                           |
| DNF                     | 10                      | Stirling Moss           | Maserati                | 40                      | Acidente                                  |
| DNF                     | 9                       | Bob Veith               | Kurtis Kraft–Offy       | 28                      | Pneu furado                               |
| DNF                     | 98                      | Troy Ruttman            | Kuzma–Offy              | 12                      |                                           |
| DNF                     | 29                      | Juan Manuel Fangio      | Kuzma–Offy              | 2                       |                                           |

#### Resultado Final
Jim Rathmann, vencedor das 3 baterias, foi declarado vencedor. Rathmann teve uma média de velocidade de 268.367 km/h (166.756 mph) durante as 500 milhas.
| Pos. | Piloto                                  | Voltas | Tempo        |
| ---- | --------------------------------------- | ------ | ------------ |
| 1    | Jim Rathmann                            | 189    | 2h 59m 37,3s |
| 2    | Jimmy Bryan                             | 189    | + 1m 32,3s   |
| 3    | Mike Hawthorn / Luigi Musso / Phil Hill | 180    | + 9 Voltas   |
| 4    | Ray Crawford                            | 178    | + 11 Voltas  |
| 5    | Jimmy Reece                             | 178    | + 11 Voltas  |
| 6    | A. J. Foyt / Maurice Trintignant        | 174    | + 15 Voltas  |
| 7    | Stirling Moss                           | 164    | + 25 Voltas  |
| 8    | Bob Veith                               | 153    | + 36 Voltas  |
| 9    | Ivor Bueb                               | 148    | + 41 Voltas  |
| 10   | Troy Ruttman                            | 135    | + 54 Voltas  |
| 11   | Jack Fairman                            | 114    | + 75 Voltas  |
| 12   | Masten Gregory                          | 99     | + 90 Voltas  |
| 13   | Harry Schell                            | 71     | + 118 Voltas |
| 14   | Johnny Thomson                          | 65     | + 124 Voltas |
| 15   | Rodger Ward                             | 51     | + 138 Voltas |
| 16   | Eddie Sachs                             | 20     | + 169 Voltas |
| 17   | Don Freeland                            | 17     | + 172 Voltas |
| 18   | Phil Hill                               | 17     | + 172 voltas |
| 19   | Juan Manuel Fangio                      | 1      | + 188 voltas |